# Михайло Ружинський
Михайло Ружинський (р. н. та см. невід.) — руський князь, український державний і військовий діяч, козацький полковник, гетьман Війська Запорозького (1585–1586, 1587–1589 рр.).

## Життєпис
Михайло Ружинський походив з того ж давнього руського княжого роду, до якого належав один із перших козацьких вождів, наступник князя Дмитра Вишневецького, Остафій Ружинський, його брат.  
Відомо, що своїм Гетьманом Військо Запорозьке обрало його 1585 року, коли змушений був зректися булави Іван Оришевський. Правитель Республіки Обох Націй (Речі Посполитої) сподівався, що після його погроз та погроз Османів запорожці вгомоняться. Власне, так і сталося. Проте, невдовзі Михайло Ружинський поклав булаву і на його місце 1586 року було обрано Лук'яна Чорнинського, який відзначився наїздом на маєток Тишкевичів у Кодні. З ними ворогували Ружинські, які мали маєток у недалекій Котельні. Натомість у 1586—1587 роках був київським підвоєводою.
Вдруге Гетьманом Війська Запорозького Михайло Ружинський був обраний 1587 року і знову після Івана Оришевського, який сам склав свої повноваження. В Запорожжі з ним опинилися племінники Кирик і Микола Ружинські. Влітку 1587 року вони здійснили похід на Очаків, Тягиню й Ґьозлеве.  
У 1581 році за короля Стефана Баторія у власність князеві Михайлу Ружинському було надано містечко Котельня (нині - селище Стара Котельня).